# Jawi

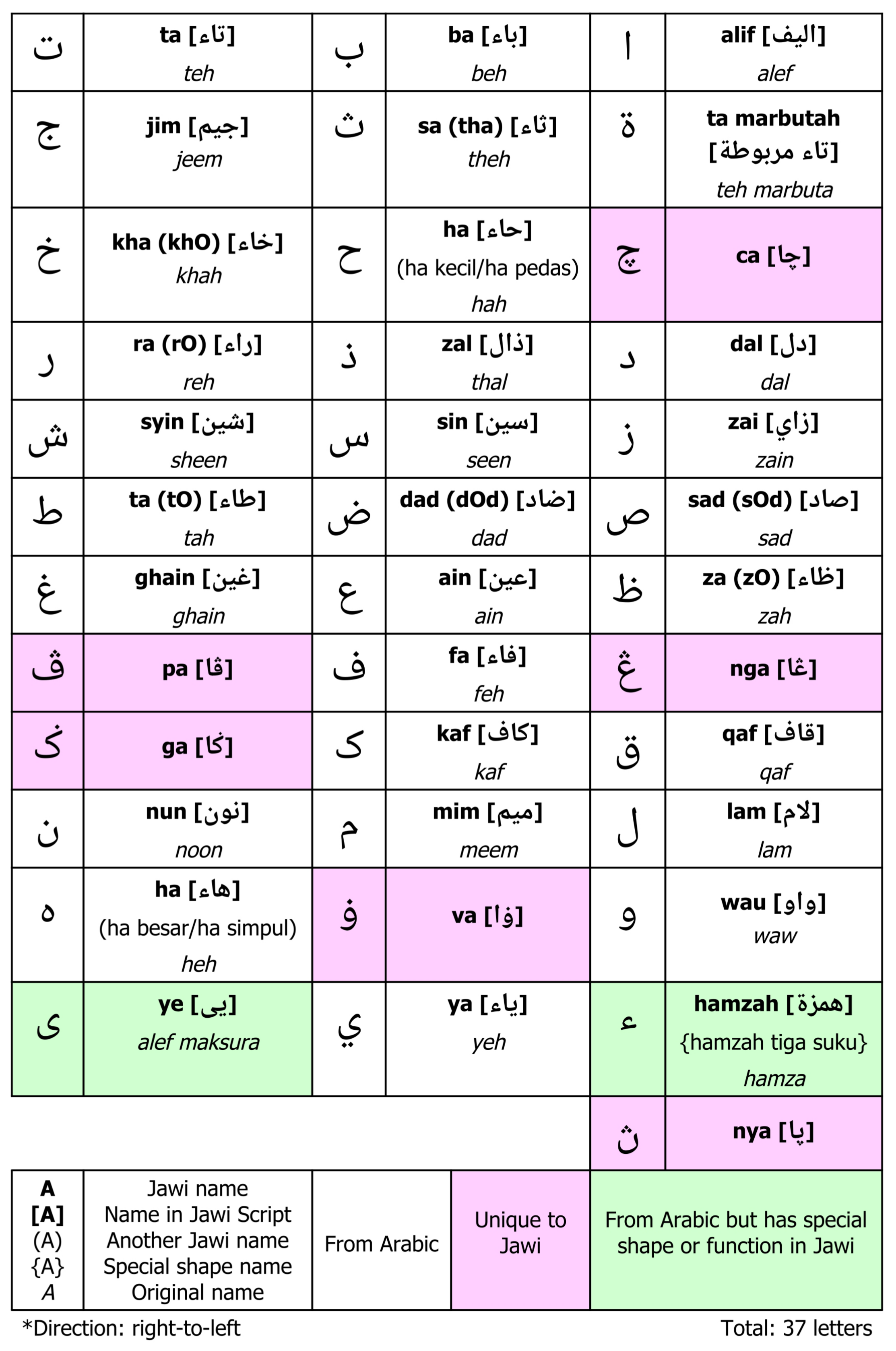
Jawialfabetet. Läses höger-vänster och från toppen.

Jawi (arabiska: جاوي Jawi) (Yawi i Pattani) är en anpassning av det arabiska alfabetet till malajiska. Det används som ett av två officiella skriftspråk i Brunei för att skriva på malajiska, och används i en begränsad utsträckning i Malaysia, Indonesien, södra Filippinerna, Pattani i södra Thailand samt Singapore, främst i religiösa sammanhang.